# Camacolaimus tardus
Camacolaimus tardus är en rundmaskart som beskrevs av De Man 1889. Camacolaimus tardus ingår i släktet Camacolaimus och familjen Leptolaimidae. Inga underarter finns listade i Catalogue of Life.